# Trận Loos
Trận Loos là một trận chiến trong Chiến tranh thế giới thứ I, diễn ra vào ngày 25/9/1915, trên mặt trận phía Tây. Đây là đợt tấn công lớn nhất của Anh trong năm 1915, và cũng là lần đầu tiên quân Anh sử dụng khí độc trong chiến đấu, cũng là lần đầu tiên tham chiến của quân đoàn Kitchener (New Army). Liên quân Pháp và Anh cố gắng xuyên thủng tuyến phòng ngự của Đức tại Artois và Champagne và cố gắng tạo sự đột phá trên chiến trường. Mặc dù đã sử dụng nhiều đạn dược hơn, có trang bị tốt hơn và chiến thuật tốt hơn, nhưng cuộc tấn công của Pháp và Anh phần lớn đã bị Đức chặn đứng, cùng với đó là tổn thất về sinh mạng không nhỏ. Quân Anh đã hoàn toàn thất bại trong mục tiêu vô hiệu hóa các hỏa điểm của Đức và pháo binh bắn chuẩn bị cũng quá ngắn không đủ để phá hết hàng rào dây thép gai cùng các ổ súng máy. Chiến thuật phòng thủ của quân Đức tốt hơn đáng kể so với kế hoạch và chiến thuật tấn công của quân Anh, dẫn đến việc quân Anh thua trận.

## Bối cảnh

### Những phát triển về chiến thuật
Trận Loos là một phần trong Trận Artois lần thứ ba, một chiến dịch của Liên quân Anh-Pháp (Quân Đức gọi chiến dịch này là Herbstschlacht (Trận chiến mùa thu). Thống chế- Sir John French và Douglas Haig (Tập đoàn quân số 1 của GOC), nhận thấy rằng khu vực phía nam Kênh La Bassée, khu vực này nằm trong tầm quan sát của quân Đức, nên không phù hợp để mở một cuộc tấn công. Đặc biệt là vào tháng 7, trinh sát cho thấy quân Đức đang xây dựng tuyến phòng thủ thứ 2 phía sau tuyến phòng thủ thứ nhất. Tại Hội nghị Frévent vào ngày 27/7, Thống chế French đã không thể thuyết phục Ferdinand Foch rằng một cuộc tấn công xa hơn về phía bắc mang lại triển vọng thành công lớn hơn. Cuộc tranh luận vẫn tiếp tục kéo dài đến tháng 8. Ngày 3/5, Anh quyết định sử dụng hơi khí độc trong các chiến dịch quân sự tại Pháp. Trong hội nghị vào ngày 6/9, Haig tuyên bố với cấp dưới của mình rằng việc sử dụng khí clo có thể tạo điều kiện thuận lợi cho một cuộc tiến công về phía Douai và Valenciennes, bất chấp địa hình, miễn là cuộc tấn công phải được tiến hành bí mật.

## Khởi đầu

### Sự chuẩn bị của người Anh
Trận Loos là lần thứ ba có sự góp mặt của lực lượng đào hầm đặc biệt, có nhiệm vụ đào các đường hầm xuyên qua các "vùng đất không người", và đặt mìn vào dưới chiến hào tiền phương của quân Đức. Những quả mìn này sẽ được kích nổ để thổi bay công sự của quân Đức vào lúc bắt đầu trận đánh.

### Kế hoạch của Anh

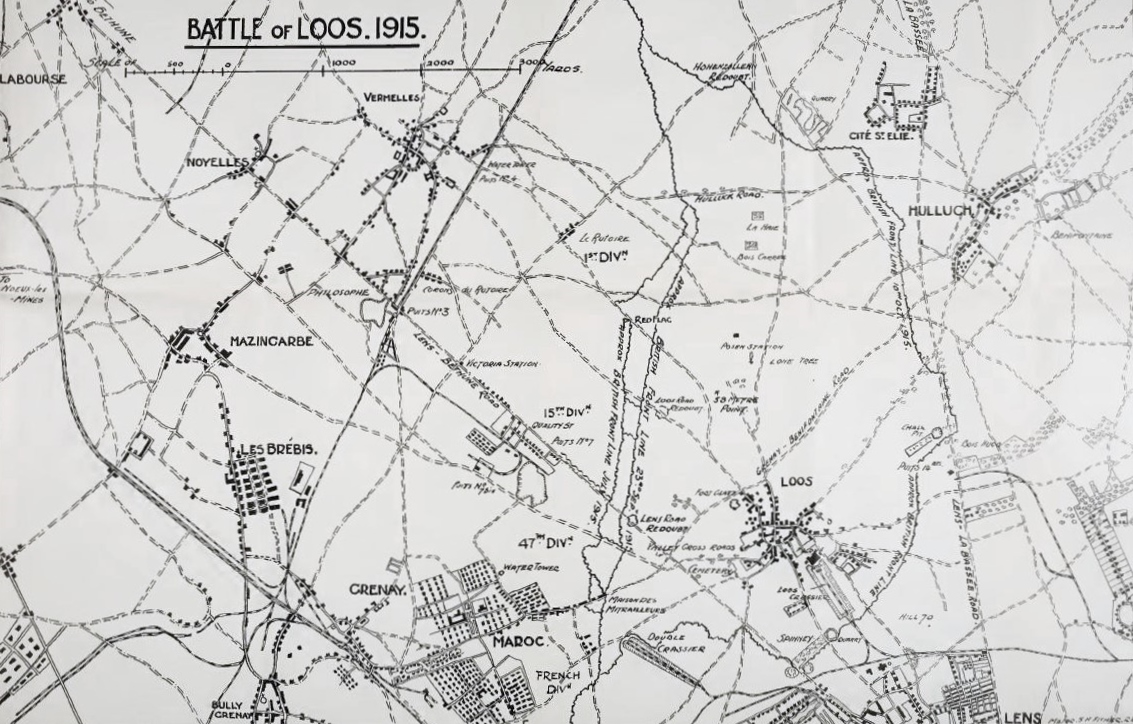
trận Loos, 1915

Pháp quyết định giữ một lực lượng dự bị bao gồm Quân đoàn Kỵ binh, Quân đoàn Kỵ binh Ấn Độ và Quân đoàn XI (Trung tướng Richard Haking), bao gồm Sư đoàn Vệ binh và Sư đoàn 21 và Sư đoàn 24 (Quân đoàn Kitchener) vừa mới đến Pháp và một ban chỉ huy (một số người trong đó chưa bao giờ làm việc cùng nhau hoặc từng trong ban chỉ huy trước đây). Archibald Murray, Phó Tổng tham mưu trưởng Hoàng gia (DCIGS) đã khuyên người Pháp rằng do binh lính mới hoàn thành khóa huấn luyện, sẽ không phù hợp cho chiến tranh chiến hào. Người Pháp nghi ngờ về khả năng chọc thủng phòng tuyến quân Đức. Haig và Foch, chỉ huy trưởng của Nhóm quân phương Bắc groupe des armées du nord (Northern Army Group), muốn giữ lực lượng dự bị ở gần, nhằm phát triển đột phá trong ngày đầu tiên của trận chiến.
Haig bị cản trở bởi sự thiếu hụt đạn pháo, có nghĩa là ông không thể triển khai bắn chuẩn bị có hiệu quả. Với chỉ 533 khẩu pháo và không đủ đạn pháo để bao phủ 11.200 yd (6,4 dặm; 10,2 km) chiều sâu hai tuyến chiến hào của quân Đức. Quân Anh sẽ phải tấn công các vị trí phòng ngự của quân Đức chưa bị làm mềm nhờ đạn pháo, và khi đó quân Anh phải hoàn toàn dựa vào việc sử dụng khí độc để tạo ra bước đột phá. Các chỉ huy Anh vào thời điểm đó không nắm rõ hệ thống phòng thủ của Đức, với việc đặt một tuyến các ổ súng máy trên sườn đồi, để có thể phá hủy những tổ súng máy này sẽ cần phải có pháo binh và đạn nổ mạnh. Trước cuộc tấn công của Anh, khoảng 140 tấn Anh (142 t) khí clo đã được quân Anh sử dụng nhưng không hiệu quả khi có nhiều nơi khí clo bị gió thổi ngược trở lại vào các chiến hào của Anh, nhưng nó cũng gây khó khăn cho quân Đức. Do mặt nạ phòng độc kém, nhiều binh lính Anh đã tháo bỏ mặt nạ của chính họ, do chúng cản trở tầm nhìn và gây khó thở, kết quả là quân Anh bị ảnh hưởng bởi chính khí độc mà họ sử dụng. Vì muốn ở vị trí gần với tiền tuyến hơn, French đã  di chuyển đến cách tiền tuyến gần 20 dặm (32 km), để lại gần như toàn bộ bộ chỉ huy của mình và cũng không có đường dây điện thoại kết nối với Sở chỉ huy lúc trận chiến bắt đầu vào lúc 6:30 sáng.

## Trận chiến

### Ngày 25 tháng 9

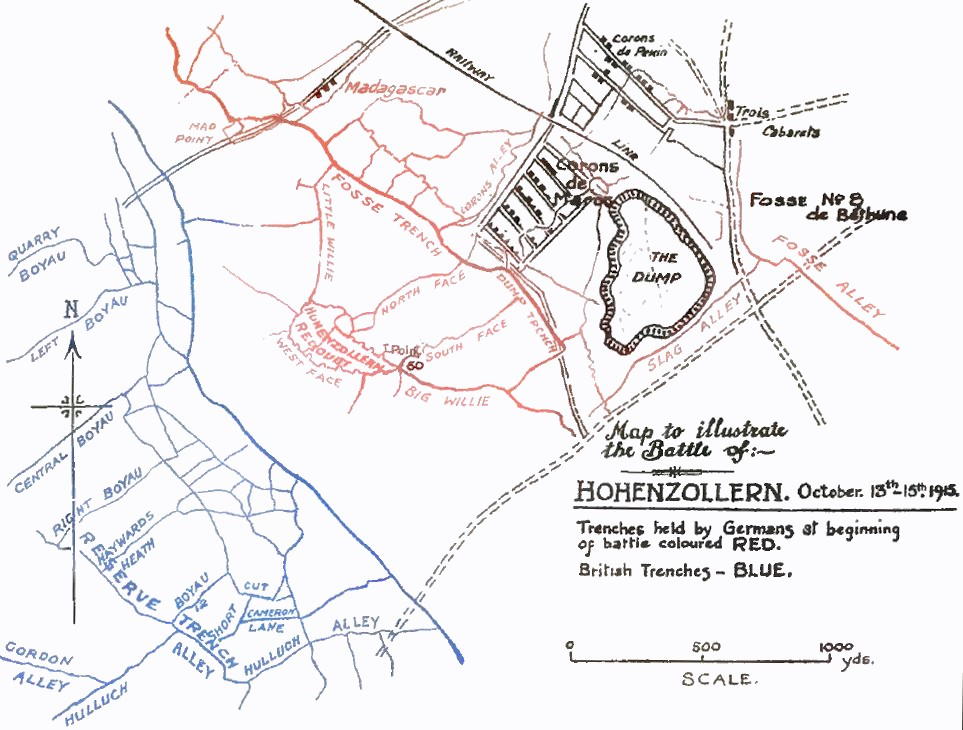
Bản đồ Hohenzollern Redoubt, tháng 10 năm 1915

Ở nhiều vị trí, pháo của quân Anh đã không thể phá được hàng rào dây thép gai của quân Đức trước khi xung phong. Những chỉ huy có kinh nghiệm tỏng việc sử dụng khí độc đã cảnh báo về những hạn chế khi sử dụng khí độc, vì nó quá phụ thuộc vào gió-là một thứ không thể dự đoán trước được, tuy nhiên ý kiến của họ đã bị tướng Hubert Gough bỏ qua. Tại một số vị trí, khí độc đã bị thổi ngược trở lại tuyến chiến đấu của quân Anh, khiến cho thương vong của quân Anh cao hơn quân Đức. Việc phải tiến công trên một vùng đất trống trải, trong tầm hỏa lực súng máy của quân Đức đã khiến quân Anh phải chịu tổn thất đáng kể. Quân Anh chỉ có thể vượt qua các đoạn yếu trên tuyến phòng thủ của quân Đức và chiếm được ngôi làng Loos-en-Gohelle, chủ yếu do ưu thế về quân số. Hậu cần và thông tin liên lạc gặp vấn đề, cộng với việc quân tiếp viện đến muộn, đã dẫn đến việc quân Anh không thể đạt được bước tiến nào đáng kể. Haig đã không có thông tin gì cho đến 10h sáng rằng các sư đoàn đang di chuyển về phía tiền tuyến. French tới gặp Haig từ 11:00 to 11:30 a.m. và đồng ý rằng Haig có thể có lực lượng dự bị, nhưng thay vì sử dụng đường dây điện thoại, ông đã lái xe tới sở chỉ huy của Haking và đưa ra mệnh lệnh vào lúc 12:10 p.m. Vào lúc 1:20 p.m. Haig nghe được từ Haking rằng lực lượng dự bị đang tiến lên phía trước. French không nắm được rằng tình trạng đường xá tồi tệ tồi tệ do đó đã không thiết lập một tuyến đường khác. Phần lớn các sư đoàn dự bị đã phải hành quân bộ trong suốt cả ngày trước khi ra đến đường chính vào buổi tối.

### 26–28 tháng 9
Khi cuộc chiến tiếp diễn vào những ngày sau đó, quân Đức đã khôi phục và củng cố các vị trí phòng ngự của họ. Phần lớn mạng lưới dây thép gai, một số nơi có chiều sâu lên tới 30 ft (9,1 m), vẫn chưa bị phá bỏ do đó quân Anh buộc phải sử dụng khí clo. Quân Anh nỗ lực tiếp tục tấn công sau khi bổ sung quân dự bị tuy nhiên đều bị đẩy lùi. Mười hai tiểu đoàn chịu thiệt hại nặng với 8.000 quân bị chết và bị thương trên tổng số 10.000 người chỉ trong vòng 4 giờ đồng hồ. Quân Anh tiếp tục bắn pháo chuẩn bị, với cường độ không liên tục trong vòng 20 phút và rõ ràng không gây thiệt hại với quân Đức. Các xạ thủ súng máy của Đức sau này đã kể lại họ đã "buồn nôn" khi qua họng súng quan sát được có quá nhiều quân Anh thiệt mạng và đã ngừng bắn để lính Anh bị thương có thể rút lui. French thông báo với Foch vào ngày 28/9 rằng khoảng trống phía Bắc của Đồi 70 có khả năng để cho binh lính xung phong vượt qua, dù cho Foch cảm thấy điều này là rất khó để thực hiện, đồng thời Haig báo cho ông biết rằng quân đoàn 1 không thể tiếp tục tấn công sâu hơn. Trận chiến kết thúc vào ngày 28/9, khi quân Anh quay trở về phòng tuyến ban đầu, với thương vong hơn 20.000 người, bao gồm 3 tướng chỉ huy.

### Không quân
Không quân Anh được đặt dưới sự chỉ huy của Hugh Trenchard. Không đoàn số 1, 2 và 3 được đặt dưới sự chỉ huy của Đại tá Edward Ashmore, John Salmond và Sefton Brancker. Do pháo binh quân Anh thiếu đạn pháo, nên Không quân Anh đã tham gia vào việc trinh sát pháo binh, đảm bảo việc bắn pháo chính xác và không bị lãng phí. Trong những ngày đầu, các phi đội được trang bị bộ truyền tín hiệu không dây, giúp chỉ điểm mục tiêu quân Đức cho các khẩu đội pháo. Sau đó các phi công trực tiếp tham gia ném bom bổ nhào chiến tuyến quân Đức. Các máy bay thuộc phi đội số 2 và 3 đã thả nhiều bom 100 lb (45 kg) lên đầu quân Đức, đường ra, toa xe lửa của quân Đức. Các phi công Anh còn trinh sát trên các vị trí của quân Đức, và chỉ điểm cho pháo binh Anh.

## Sau trận chiến

### Phân tích

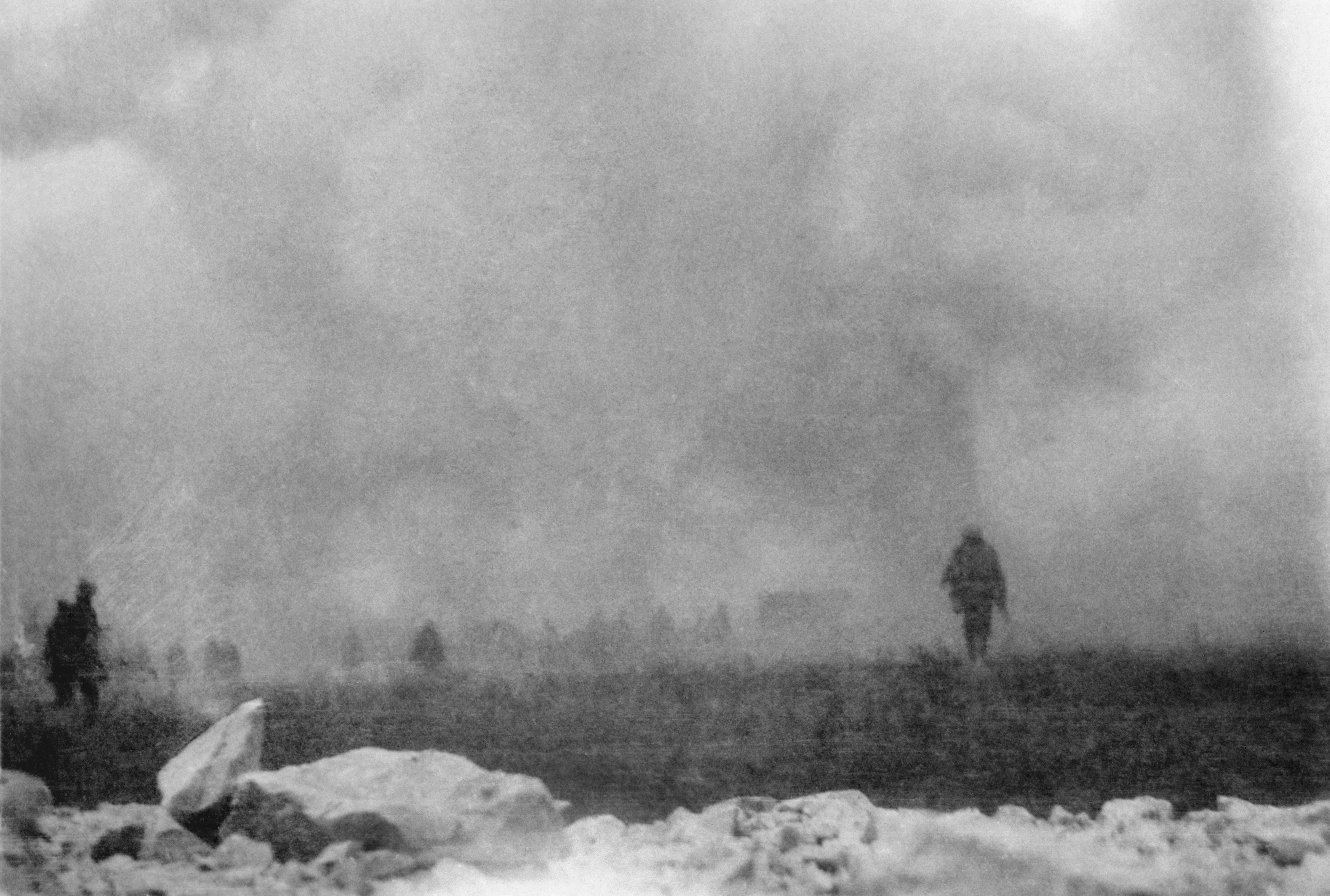
Quân Anh tiến lên trong làn khói khí độc, 25/9/1915.

Rawlinson viết thư cho Arthur Bigge (28/9)
Theo như tôi biết, một vài sư đoàn đã thực sự tấn công tới tận tuyến hào của quân Đức; những người lính đã phải phơi mình trên dây thép gai.— Rawlinson

Tướng Richard Hilton, tại đài quan sát tiền phương đã kể lại về trận đánh:
Trận chiến là một thảm họa khi mà gần như chúng ta đã chiến thắng. Phần lớn quân Anh đã tấn công tới đỉnh đồi 70, và trụ lại, rõ ràng là chúng ta đã chọc thủng được phòng tuyến quân Đức vào ngày chủ nhật đó, ngày 26 tháng 9 năm 1915. Nhưng quân Anh không thể chiếm giữ các tuyến chiến hào chưa hoàn thiện. Chỉ có hai điều ngăn cản chúng ta tiến lên ở vùng ngoại ô Lens là quân Anh đã tỏ ra kiệt sức sau khi cả ngày hành quân và chiến đấu và thứ hai là hỏa lực súng máy bên cạnh sườn của quân Đức, đã quét sạch ngọn đồi trống từ phía các tòa nhà của nhà máy tại St. Auguste phía Nam. Tất cả những gì quân Anh cần là thêm nhiều đạn pháo để thổi bay những ụ súng máy đó, và bổ sung thêm quân dự bị thay thế cho những người lính đã kiệt sức. Tuy nhiên, cuối cùng thì cả pháo binh và quân dự bị đều thiếu, và cũng bỏ lỡ cơ hội để kết thúc trận đánh.— Richard Hilton

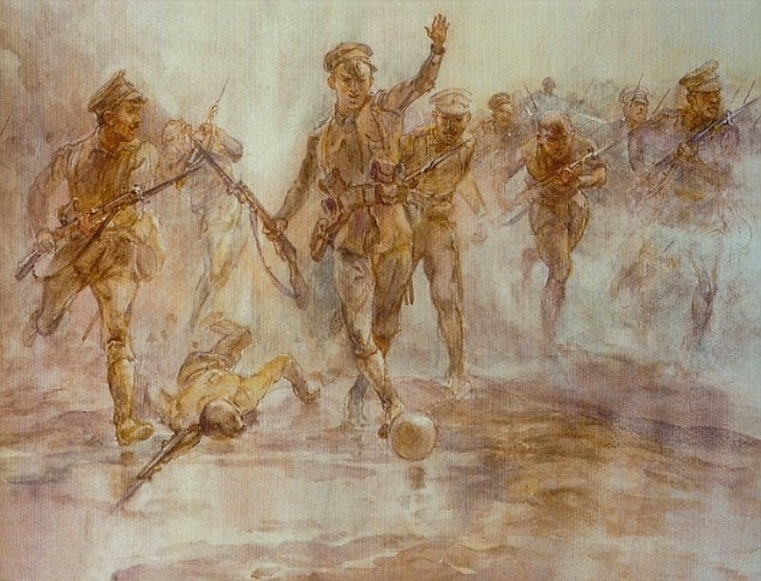
A London Irish at Loos (Elizabeth Thompson)Tranh thể hiện Frank Edwards đang vừa đá bóng vừa dẫn đầu một đợt xung phong.

Mười hai tiểu đoàn chịu tổng cộng 8.000 thương vong trên tổng số 10.000 người chỉ trong vòng bốn giờ đồng hồ. French sau đó được thay thế bởi Haig trong vai trò tổng chỉ huy lực lượng viễn chinh Anh vào tháng 12 năm 1915. Haig và Gough không bị chỉ trích vì thất bại này. Năm 1998, nhà phân tích John Keegan chỉ trích khả năng lên kế hoạch kém, thiếu hiểu biết, và thiếu quyết đoán trong việc sử dụng quân dự bị là nguyên nhân dẫn đến thất bại của quân Anh.

### Thương vong
Quân Anh chịu tổn thất 48.367 người trong đợt tấn công đầu tiên, và thêm 10.880 người trong các đợt tấn công tiếp theo, tổng cộng quân Anh mất 59.247 người trong tổng số thương vong 285.107 người trên mặt trận phía Tây năm 1915. Nhà sử học người Anh James Edmonds đưa ra con số thương vong của lính Đức từ ngày 21/9-10/10 vào khoảng 26.000 đến 141.000 người trên mặt trận phía Tây trong suốt các chiến dịch diễn ra vào mùa thu tại Artois và Champagne. Tập đoàn quân số 6 của Đức chịu tổn thất 29.657 người tính đến ngày 21/9; đến cuối tháng 10 thương vong tăng lên đến 51.100 người. Tính tổng cộng trong suốt các chiến dịch mùa thu tại khu vực Artoise và Champagne, quân Đức chịu tổn thất 150.000 người. Khoảng 26.000 lính Đức thương vong trong trận đánh Loos.
54 sĩ quan chỉ huy đã bị giết hoặc bị thương trong trận chiến.

### Các chiến dịch nối tiếp

#### 3–13 tháng 10
Quân Đức tổ chức nhiều đợt tấn công nhằm chiếm lại Hohenzollern Redoubt, và họ đã thành công vào ngày 3/10. Ngày 8/10, quân Đức nỗ lực chiếm lại phần đất còn lại bằng việc sử dụng 5 trung đoàn xung quanh Loos để tấn công một bộ phận của sư đoàn 7 quân Anh ở phía cánh trái. Thời tiết sương mù gây cản trở tầm nhìn, khiến cho pháo binh bị hạn chế nhiều, quân Anh và Pháp có thời gian để chuẩn bị phòng ngự cùng lớp hàng rào thép gai còn nguyên vẹn. Cuộc tấn công của quân Đức bị đẩy lùi với 3.000 thương vong của quân Đức nhưng nó đã khiến quân Anh phải lui cuộc tấn công xuống lúc nửa đêm ngày 12/13 tháng 10. Quân Anh tổ chức đợt tấn công cuối cùng vào ngày 13/10, cuộc tấn công thất bại do quân Anh thiếu lựu đạn cầm tay. Haig tiếp tục dự định tổ chức một cuộc tấn công khác vào ngày 7 tháng 11 nhưng trời mưa to cùng với sự chính xác của pháo binh Đức trong khoảng thời gian nửa sau tháng 10 khiến ông phải hủy bỏ dự định.

## Tưởng niệm

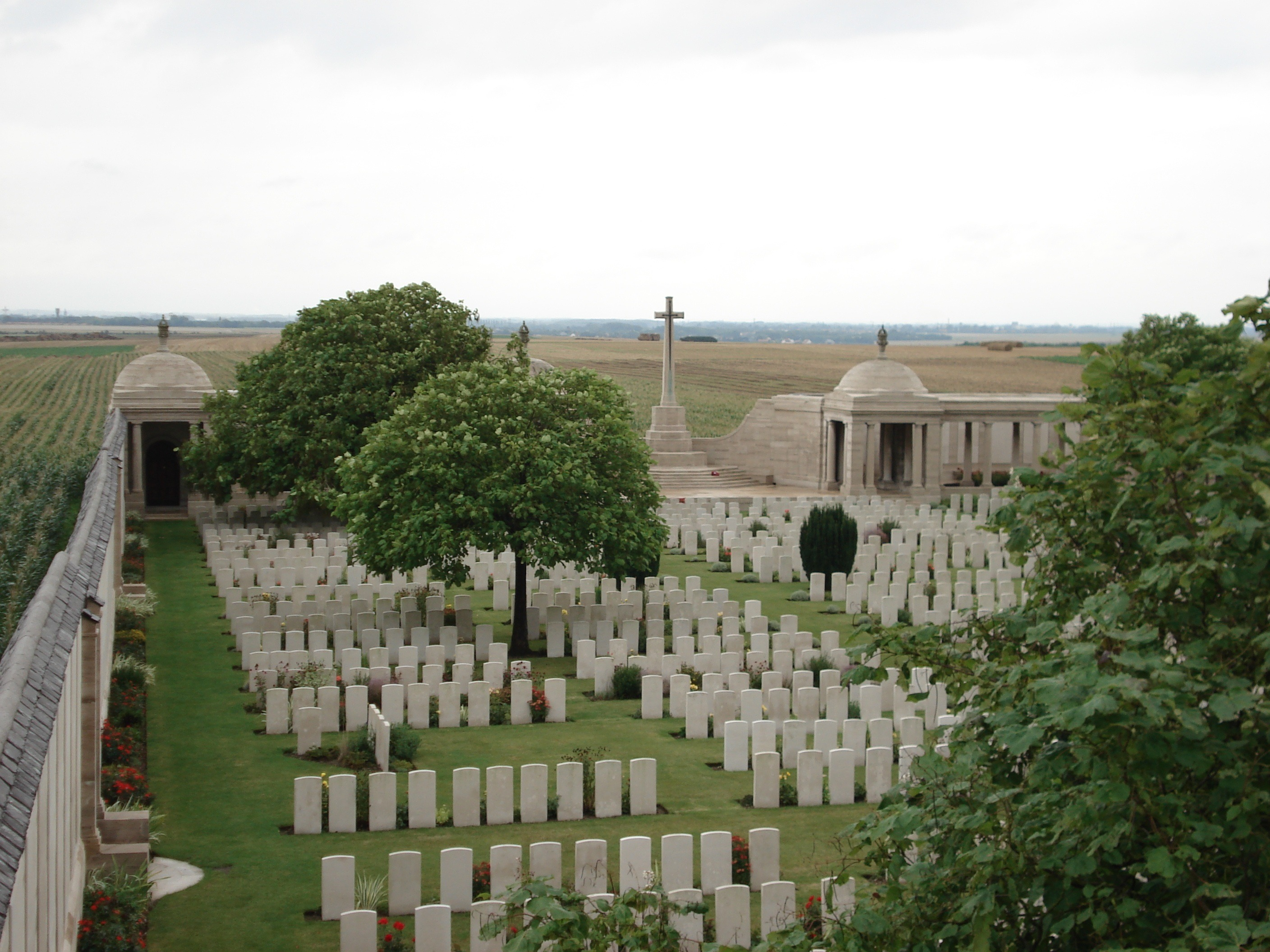
Một góc nghĩa trang Dud

Đài tưởng niệm Loos nhằm tưởng niệm hơn 20.000 lính Anh và Liên hiệp Anh vô danh đã ngã xuống trong trận chiến.

## Những người lính được tặng thưởng huy chương chữ thập Victoria
- Daniel Laidlaw, 7th (Service) Battalion, King's Own Scottish Borderers.[37]
- Frederick Henry Johnson, 73rd Field Company, Corps of Royal Engineers, 15th Division.[38]
- Harry Wells, 2nd Battalion Royal Sussex Regiment.[39]
- Anketell Moutray Read, 1st Battalion, Northamptonshire Regiment (posthumous).[39]
- Henry Edward Kenny, 1st Battalion, Loyal North Lancashire Regiment.[39]
- George Stanley Peachment, 2nd Battalion, King's Royal Rifle Corps.[39]
- Arthur Vickers, 2nd Battalion, Royal Warwickshire Regiment.[40]
- George Maling, Royal Army Medical Corps.[41]
- Kulbir Thapa, 2nd Battalion, 3rd Queen Alexandra's Own Gurkha Rifles.[41]
- Rupert Price Hallowes, 4th Battalion, Middlesex Regiment.[42]
- Angus Falconer Douglas-Hamilton, 6th (Service) Battalion, Queen's Own Cameron Highlanders.[43]
- Arthur Frederick Saunders, 9th (Service) Battalion, Suffolk Regiment.[44]
- Robert Dunsire, 13th (Service) Battalion, Royal Scots.[45]
- James Dalgleish Pollock, 5th (Service) Battalion, Queen's Own Cameron Highlanders.[46]
- Alexander Buller Turner, 3rd Battalion, Royal Berkshire Regiment (posthumous).[47]
- Alfred Alexander Burt, 1/1st Battalion, Hertfordshire Regiment.[48]
- Arthur Fleming-Sandes, 2nd Battalion, East Surrey Regiment.[49]
- Samuel Harvey, 1st Battalion, York and Lancaster Regiment.[49]
- Oliver Brooks, 3rd Battalion, Coldstream Guards.[50]
- James Lennox Dawson, 187th Company, Corps of Royal Engineers.[51]
- Geoffrey Vickers, Sherwood Foresters (Nottinghamshire and Derbyshire Regiment).[51]

## Notes
1. ↑  George Thesiger, 9th (Scottish) Division, Thompson Capper, 7th Division and Frederick Wing 12th (Eastern) Division.

## Footnotes
1. ↑  Edmonds 1928, tr. 120–129.
2. ↑  Edmonds 1928, tr. 151–154.
3. ↑  Edmonds 1928, tr. 162, 252–263.
4. ↑  Holmes 2005, tr. 300–302.
5. ↑  Hart 2014, tr. 153.
6. 1 2  Keegan 1998, tr. 202.
7. ↑  Sheldon 2012, tr. 210–215.
8. 1 2 3 4 5  Holmes 2005, tr. 302–305.
9. ↑  Edmonds 1928, tr. 163–167.
10. ↑  Herwig 2014, tr. 171.
11. ↑  Hochschild 2011, tr. 163.
12. ↑  Edmonds 1928, tr. 191, 207, 223, 258, 261, 264.
13. 1 2  Hochschild 2011, tr. 164.
14. ↑  Edmonds 1928, tr. 304–307.
15. ↑  Sheldon 2012, tr. 230.
16. 1 2  Meyer 2006, tr. 353.
17. ↑  Holmes 2005, tr. 305–306.
18. ↑  Sheldon 2012, tr. 136.
19. ↑  Jones 2002, tr. 124.
20. ↑  Jones 2002, tr. 125.
21. ↑  Jones 2002, tr. 129–130.
22. ↑  Jones 2002, tr. 127–128.
23. ↑  Boyle 1962, tr. 148–150.
24. ↑  Warner 2000, tr. 1–2.
25. ↑  Edwards 2021.
26. ↑  Edmonds 1928, tr. 409.
27. ↑  Edmonds 1928, tr. 392–393.
28. ↑  Edmonds 1928, tr. 392.
29. ↑  Humphries & Maker 2010, tr. 308, 320, 329.
30. ↑  Hodgkinson, P.E. (28 tháng 9 năm 2015), Loos 25 Sept to 15 Oct 1915: A Bloody Battle for COs, The Battle of Loos was an extraordinarily bloody battle for infantry battalion COs. 28 were killed and 26 wounded (one further CO being captured).
31. ↑  Edmonds 1928, tr. 369–370.
32. ↑  Edmonds 1928, tr. 372–375.
33. ↑  Humphries & Maker 2010, tr. 319.
34. ↑  Edmonds 1928, tr. 380–387.
35. ↑  Edmonds 1928, tr. 389–391.
36. ↑  CWGC 2013.
37. ↑  Edmonds 1928, tr. 194.
38. ↑  Edmonds 1928, tr. 205.
39. 1 2 3 4  Edmonds 1928, tr. 214.
40. ↑  Edmonds 1928, tr. 231.
41. 1 2  Edmonds 1928, tr. 261.
42. ↑  Edmonds 1928, tr. 264.
43. ↑  Edmonds 1928, tr. 327.
44. ↑  Edmonds 1928, tr. 333.
45. ↑  Edmonds 1928, tr. 336.
46. ↑  Edmonds 1928, tr. 353.
47. ↑  Edmonds 1928, tr. 354.
48. ↑  Edmonds 1928, tr. 361.
49. 1 2  Edmonds 1928, tr. 369.
50. ↑  Edmonds 1928, tr. 374.
51. 1 2  Edmonds 1928, tr. 387.

## External links
- Battle of Loos
- Battle of Loos
- Photograph collection
- CWGC: 1915: The Battle of Loos
- Recording 'Laidlaw's Last Lament' song by David Kilpatrick